# Pierre-André Fournier
Pierre-André Fournier (ur. 8 czerwca 1943 w Plessisville, zm. 10 stycznia 2015 w Rimouski) – kanadyjski duchowny katolicki, arcybiskup Rimouski w latach 2008-2015.

## Życiorys
Święcenia kapłańskie otrzymał 10 czerwca 1967 i inkardynowany został do archidiecezji Quebecu. Pracował przede wszystkim jako duszpasterz parafialny, był także m.in. wikariuszem biskupim ds. duszpasterskich.
11 lutego 2005 otrzymał nominację na biskupa pomocniczego Quebecu ze stolicą tytularną Diana. Sakry biskupiej udzielił mu 10 kwietnia 2005 w bazylice św. Anny w Sainte-Anne-de-Beaupré kard. Marc Ouellet PSS. Jako biskup objął stanowisko wikariusza generalnego archidiecezji.
3 lipca 2008 papież Benedykt XVI mianował go arcybiskupem Rimouski w prowincji Quebec. Ingres odbył się 29 września 2008.
Zmarł w szpitalu w Rimouski 10 stycznia 2015.